# Institución financiera
Una institución financiera  es una institución que facilita servicios financieros a sus clientes o miembros. Probablemente los servicios financieros más importantes facilitados por las instituciones financieras es actuar como Intermediario financiero o intermediarios financieros. La mayor parte de las instituciones financieras están regulados por el gobierno.
Son entidades encargadas de suministrar el dinero adecuadamente, llevándolo así al mercado, es por eso que cumplen un papel importante en cada país. Las instituciones financieras proporcionan muchos servicios  y para el gobierno es necesario que se supervisen y regulen las instituciones, una de tantas son los bancos, por los manejos que se hacen dentro de esa  institución, sin embargo, si alguna institución financiera llega a estar en quiebra, pueden causar pánico para la economía.

## Tipos
En todo el mundo, diariamente la gente visita alguna institución, para ello hay dos tipos de instituciones, las bancarias y las no bancarias.
Instituciones financieras  bancarias
Sirven como intermediarios, con personas que acuden a las instituciones a realizar depósitos, las instituciones al recibir los depósitos  los invierten en activos y principalmente en préstamos a sus clientes, quienes lo ocupan para diferentes cosas, por ejemplo; expandir o abrir  un negocio, adquirir una vivienda, realizar compras, incluso para solventar un incidente no previsto; así como prestar servicios como lo son: tarjetas de crédito, tarjetas de débito, para que sus clientes puedan hacer compras en cualquier lugar sin necesidad de llevar efectivo o incluso poder recibir el pago de alguna nómina, recibir transferencias, etcétera; las chequeras, para poder realizar un pago de una cantidad grande a un proveedor; así como los giros bancarios, entre otros.  
Instituciones financieras no bancarias
Dentro de estas instituciones se incluyen unos bancos que son los de inversión; estos  ofrecen servicios para poder participar en las operaciones de la bolsa de valores, recibir asesoramiento, etcétera; las compañías de seguros, ofrecen la protección económica ante cualquier incidente o pérdida; las compañías de leasing  que nos proporcionan una facilidad para poder adquirir equipamiento, bienes inmuebles, asesores, consultores, etc. para una empresa.

## Función
Las instituciones financieras proveen servicios como intermediarios en los mercados financieros. Son responsables por transferir fondos desde los inversores hasta las empresas que necesitan esos fondos. Las instituciones financieras facilitan el flujo de dinero a través de la economía. Haciéndolo, permiten que los ahorros sean utilizados para facilitar fondos para préstamos.